# Viaduc de la Sarre
Le viaduc de la Sarre est un pont ferroviaire français à Sarraltroff, en Moselle. Long de 441 mètres, il permet à la LGV Est européenne de franchir la Sarre, la ligne de Réding à Metz-Ville et la route départementale D43. Il est mis en service le 3 juillet 2016.